# Ерік Олсон
Ерік Тор Олсон (англ. Eric Thor Olson; нар. 24 січня 1952, Такома, Вашингтон) — американський воєначальник, адмірал Військово-морських США (2007), 8-й командувач (2007—2011) та заступник командувача Командування спеціальних операцій США (2003—2007), командувач Командування військово-морських спеціальних операцій. Олсон перший офіцер-«морський котик», якому присвоєно звання тризіркового та чотиризіркового адмірала Збройних сил США. Учасник війн у Перській затоці та битви в Могадішо.

## Біографія
Ерік Тор Олсон народився 24 січня 1952 в місті Такома у штаті Вашингтон. У вересні 1972 року зарахований на навчання до Військово-морської академії США в Аннаполісі (Меріленд), яку закінчив у 1973 році з отриманням військового звання енсин. У 1974 році успішно пройшов повний курс підготовки «морських котиків» ВМС США, клас 76. Продовжив службу на різних командних посадах у підрозділах підводного мінування, бойових плавців SEAL, групах їх доставки та операторів бойових катерів ССО. Брав безпосередню участь у низці бойових зіткнень часів Холодної війни.
Військова кар'єра
- 6 червня 1973 — енсін
- 6 червня 1975 — молодший лейтенант
- 1 липня 1977 — лейтенант
- 1 серпня 1982 — лейтенант-командер
- 1 вересня 1988 — командер
- 1 липня 1994 — капітан
- 29 липня 1999 — контр-адмірал молодший
- 19 вересня 2002 — контр-адмірал старший
- 2 вересня 2003 — віце-адмірал
- 6 липня 2007 — адмірал

У 1978—1980 роках офіцер групи військових спостерігачів при місії ООН в Ізраїлі та Єгипті. Після повернення інструктор школи підготовки SEAL, пройшов навчання у Військовому мовному інституті Збройних сил США за фахом арабська та французька мови.
У подальшому проходив службу на різних штабних та командних посадах у штабі ВМС, пов'язаних з підготовкою, плануванням операцій та виконанням завдань військово-морських спеціальних операцій. Очолював «морських котиків» при проведенні операції «Дезерт Шторм».
У 1993 році брав участь у проведенні миротворчої операції в Сомалі, що була охоплена громадянською війною. За свої дії нагороджений Срібною Зіркою.
У 1994 році кєптен Е.Олсон призначений командиром Оперативної групи швидкого реагування військово-морських спеціальних операцій, найелітнішого підрозділу морського спецназу США. 1999 його поставлено на посаду командувача військово-морських спеціальних операцій у Коронадо, Каліфорнія.
Після завершення терміну командування цим командуванням його призначено заступником командувача усіх сил спеціальних операцій США, а з 9 липня 2007 року адмірал Ерік Олсон очолив це Командування.
8 серпня 2011 року адмірал Е.Олсон після 38 років військової служби звільнився з лав Збройних сил.